# Antoni Grabowski

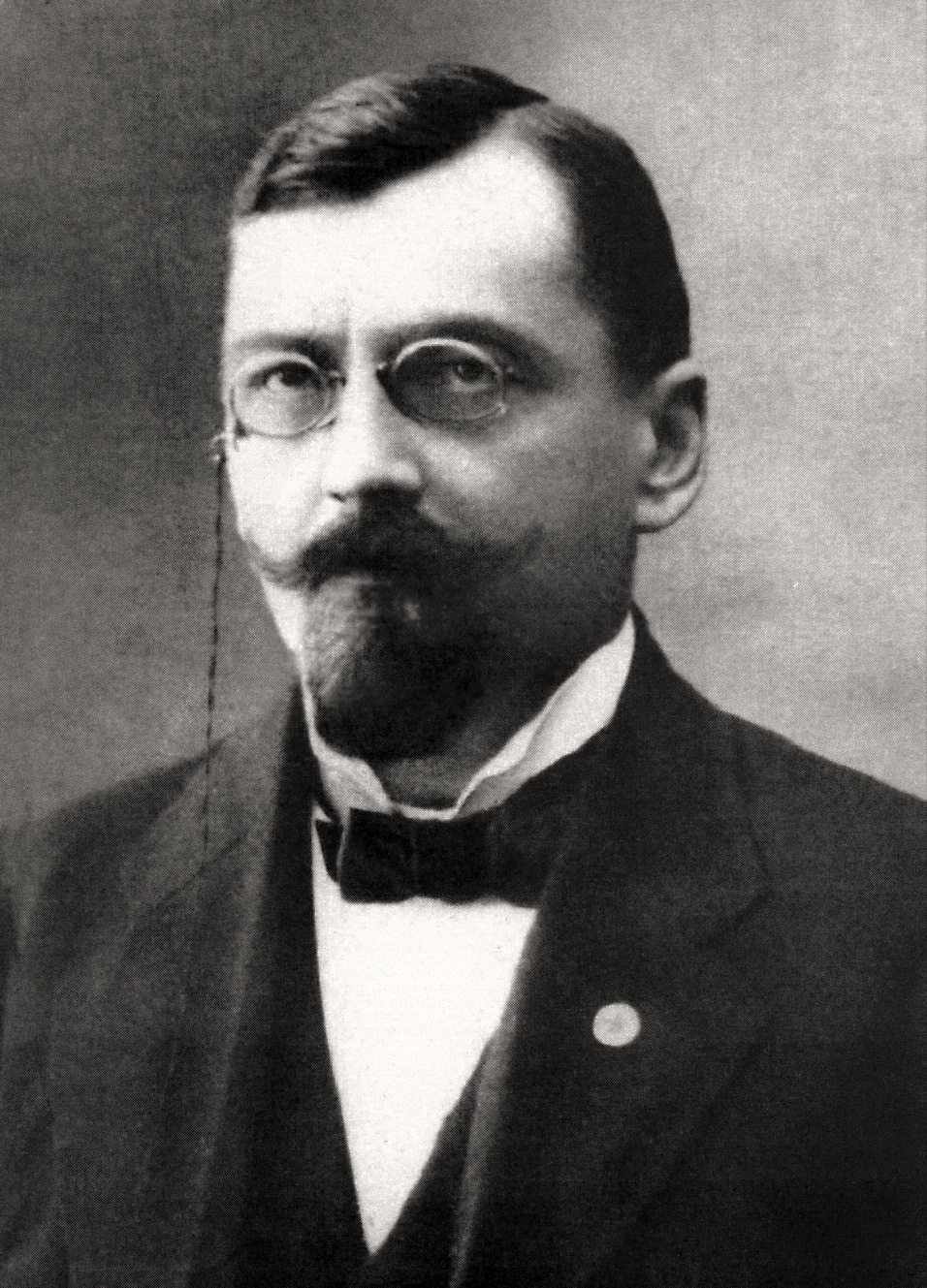
Antoni Grabowski.

Antoni Grabowski, född 11 juni 1857 i Nowe Dobre nära Chełmno i Polen, död 4 juli 1921 i Warszawa i Polen, var en polsk kemiingenjör som var ledande inom Esperanto-rörelsen.

## Utbildning och karriär
Grabowski föddes i Nowe Dobre nära Chełmno. Kort tid efter hans födsel flyttade Grabowskis familj från Nowe Dobre till Toruń. De var fattiga och Grabowski var tvungen att börja arbeta omedelbart efter grundskolan. Trots detta lyckades han genom självstudium bekosta upptaktsproven till Copernicusgymnasiet i Toruń med goda resultat. Där visade han sig att ha mycket större kunskaper än sina jämnåldriga, och två gånger blev han flyttad en klass högre upp. År 1879 var familjens ekonomi något bättre, och Grabowski började på Wrocławs universitet där han studerade filosofi och naturvetenskap.
Därefter praktiserade han som kemiingengör i Zawiercie och ett par andra städer (som idag tillhör Tjeckien) och till sist som ledare för en textilfabrik i Ivanovo-Voznesensk (idag Ivanovo) i Ryssland.
Bland experter på kemiska problemställningar blev Grabowski känd över hela Europa för flera uppfinningar och teknologiska förbättringar. Han blev utsedd till medlem av en kommissionen för att fastlägga polsk teknisk terminologi, och år 1906 gav han ut Słownik chemiczny, den första kemiordboken på polska.

## Esperanto och litteratur
Redan under sina universitetsstudier utvecklade Antoni Grabowski ett omfattande intresse för litteratur. Han lyckades bli medlem i det slaviska litterära sällskapet (Towarzystwo Literacko-Słowianskie). Men Grabowskis intressen var inte begränsade till polsk litteratur. Han lärde sig också ett antal främmande språk och blev en äkta polyglott. Han behärskade nio språk förutom modersmålet polska, och han kunde passivt ytterligare minst femton. Därför är det inte underligt att Grabowski redan som student fick idén om ett internationellt språk.
Han mötte både tysken Johann Martin Schleyer, skaparen av språket Volapük, och den ryska juden Ludwig Zamenhof, skaparen av esperanto, efter att ha lärt sig båda språken. Den förstnämnda kunde han inte kommunicera med på det egenkonstruerade språket, så de kommunicerade istället på tyska. Men de första mötet med Zamenhof, strax efter att språket lanserades år 1887, lade grunden till ett fruktbart samarbete, och räknas ofta som den första muntliga konversationen på esperanto.
Zamenhof och Grabowski var eniga om att litteraturen har ett viktigt inflytande på språks utveckling och att detta var särskilt att beakta för utvecklingen av esperanto, som under denna tid höll på att utvecklas från ett språkprojekt till att bli ett språk som skulle kunna användas på livets alla områden. Grabowski påtog sig uppgiften att vara bland de första som producerade litteratur på esperanto: År 1888 gav han ut sin översättning av Snöstormen av Aleksandr Pusjkin: La neĝa blovado, efterföljt år 1889 av La gefratoj, en översättning av Goethes Die Geschwister. Sedan följde en lång rad översättningar och egna dikter på esperanto, varav det mest kända bland esperantotalande idag är La tagiĝo.
Grabowski var sedan starten år 1904 och i en lång rad år ledare för Warszawas esperantoförening, som senare bytte namn till Polska esperantoföreningen. Han var också en av ledarna för den internationella Esperantoakademien. Samtidigt skrev han artiklar, höll föredrag om esperanto och organiserade språkkurser i esperanto.
Under åren 1908-1914 var Grabowski ansvarig för de första esperantokurserna på skolor i Warszawa. Han beskrev år 1908 i en artikel hur esperanto är osedvanligt välägnat som introduktion till utbildning på främmande språk. I artikeln visade han med konkreta exempel att man genom att lära sig esperanto först, skulle förbättra påföljande inlärning av franska och latin.
Antologin El Parnaso de Popoloj, som gavs ut 1913 bestod av 116 dikter, som representerade 30 olika språk och kulturer. Sex av dikterna var skrivna direkt på esperanto, de resterande 110 var översatta.
Under det första världskriget blev Grabowski skild från de övriga familjemedlemmarna, som flydde till Ryssland. Sjuk och isolerad blev han kvar i Warszawa. Där översatte han det polska nationella eposet Pan Tadeusz av Adam Mickiewicz. Denna översättning visade på många möjligheter i planspråket och var en viktig impuls för esperantopoesins vidare utveckling.
Grabowski led av kroniska hjärtproblem, men hade inte råd till den nödvändiga medicinska behandlingen. Han avled i Warszawa den 4 juli 1921 av en hjärtattack.

## Verk

### Texter
Bland annat:
- Al la semanto
- Jubilea kantato
- La reveno de l’ filo
- La tagiĝo
- Saluto el Varsovio
- Sur unu kordo

### Översättning
Bland annat:
Popolkantoj (Piosenki)
Adam Asnyk:
Ĉielarka fabelo
Vana plendo
Leon Belmont:
Kanto pri vento
Kazimierz Brodziński:
Laboru
Piotr Dalman:
En la valo neĝa vento
Stanisław Jachowicz:
Fabletoj por infanoj
Józef Jankowski:
Vi estas kiel aŭroro
Maria Konopnicka:
Al la virino
Kiam iris reĝo
Sur la Jungfrau
Józef Kotarbiński:
Averto
Ignacy Krasicki:
Konsilo
Zygmunt Krasiński:
Al la virino
Antoni Lange:
Libroj de profetoj
Teofil Lenartowicz:
La viburno
Antoni Malczewski:
Kozako en stepo
Adam Mickiewicz:
Sinjorino Twardowska
Sinjoro Tadeo
Tri Budrisoj
Antoni Odyniec:
Anĝelet’ aŭ diableto
Zygmunt Różycki:
Prometeo
Juliusz Słowacki:
En Svisujo
Himno dum subiro de l’ suno sur maro
Patro de pestuloj en El-Arish
Kazimierz Tetmajer:
De kiam estos vi edzino
Włodzimierz Wolski:
Bruas pinoj sur deklivo - ario el la opero "Halka"
Kial en horo soleca - ario el la opero "Halka"
Kiel rompita vente arbeto - ario el la opero "Halka"
Supren flugi volus mi - ario el la opero "Halka"
Józef Bohdan Zaleski:
Svatita junulino
Narcyza Żmichowska:
Ensorĉita rondo
La destino